# Platanthera azorica
Platanthera azorica — вид квіткових рослин родини орхідні (Orchidaceae).

## Поширення
Вид є ендеміком Азорських островів. Виявлений на острові Сан-Жорже. Відомий лише в єдиному місці: на схилах вершини місцевого вулкана в центрі острова.

## Перше описання та перевідкриття
Вперше вид було описано під час експедиції Карла Гохштетера на Азорські острови. Під час подорожі було досліджено 6 із 9 островів архіпелагу. Сан-Жорже у число відвідуваних островів не входив, отже рослина у минулому росла і на інших островах. Вид відрізнявся від інших місцевих представників роду Platanthera більшим розміром квіток. Первинний опис виду був коротким, а так як протягом 170 років рослину більше не було знайдено, вважалося, що Platanthera azorica є синонімом одного із двох місцевих ендеміків — Platanthera pollostantha або Platanthera micrantha.
У 2013 році на Азорських островах британськими фахівцями з Королівських ботанічних садів К'ю було проведене масштабне дослідження. Вчені очікували знайти на території архіпелагу два схожих види орхідей, Platanthera pollostantha і Platanthera micrantha. Всього було зібрано близько 200 рослин. Генетичний аналіз і вивчення симбіотичних грибів (у кожного виду орхідей свої гриби) показали, що Platanthera pollostantha зустрічається у всіх частинах архіпелагу, а Platanthera micrantha — тільки на восьми островах.
В ході екскурсій по архіпелагу ботаніки помітили на вершині схилу вулкана в центрі острова Сан-Жорже орхідеї з квітками, більшими, ніж у представників інших популяцій. Аналіз ДНК допоміг встановити, що ці рослини відрізняються від інших орхідей. Коли дослідники підняли архіви, з'ясувалося — в 1838 році орхідеї цього виду були зібрані німецьким ботаніком Карлом Хокстеттером і описані під ім'ям Platanthera azorica.